# Sinaloa
Sinaloa is een staat in het noordwesten van Mexico. Sinaloa grenst aan Sonora, Chihuahua, Durango en Nayarit. Ten westen van Sinaloa ligt de Golf van Californië, een onderdeel van de Grote Oceaan, waarover de eveneens Mexicaanse staat Baja California Sur ligt. De staat heeft een oppervlakte van 56.496 km² en 3 miljoen inwoners (2020). De hoofdstad van Sinaloa is Culiacán. Andere steden zijn de badplaats Mazatlán, Los Mochis, en Sinaloa de Leyva.
De muziekstijl Banda komt uit Sinaloa.

## Bevolking
Volgens de Mexicaanse volkstelling van 15 maart 2020 telde de staat Sinaloa 3.026.943 inwoners – een toename van ruim 60.000 inwoners (+2%) ten opzichte van 2.966.700 inwoners in 2015. De gemiddelde jaarlijkse groei in die periode (2015-2020) komt uit op 0,4%, hetgeen lager is dan het landelijk jaarlijks gemiddelde over deze periode (1,18%). Van de bevolking van Sinaloa is 89% in Sinaloa geboren, terwijl 10% elders in Mexico is geboren.
Ongeveer 65% van de bevolking woont in drie gemeenten: Culiacán (ca. 1 miljoen inwoners), Mazatlán (ca. 500.000 inw.) en Ahome (ca. 460.000 inw.). Er zijn vijf gemeenten met minder dan 30.000 inwoners: Choix, Badiraguato, Concordia, San Ignacio en Cosalá.
Van de ruim 3 miljoen inwoners was in 2020 ongeveer 24,7% 14 jaar of jonger (ca. 750.000 inw.). Het aandeel 65-plussers in Sinaloa lag op 8,9% (270.000 inw.). Ruim 2 miljoen inwoners waren destijds tussen de 15 en 64 jaar oud (66,4%).

### Religie
De Rooms-Katholieke Kerk is, net als in de rest van Mexico, met 2.372.823 leden – 78,5% van de bevolking – veruit de belangrijkste geloofsgemeenschap in Sinaloa. De diverse protestantse kerken vormen – met in totaal 260.000 leden – ruim 8,6% van de bevolking. Bijna 400.000 inwoners hadden geen religie, wat destijds 13% van de bevolking was.

## Economie
Sinaloa is een belangrijke staat voor de Mexicaanse landbouw en visserij. Geschat wordt dat de helft van het bruto nationaal product van Sinaloa afkomstig is uit de drugshandel.

## Gemeenten
Sinaloa bestaat uit twintig gemeenten, zie Lijst van gemeenten van Sinaloa.